# Джон Клайн
Джон Пол Клайн-молодший (англ. John Paul Kline, Jr.; нар. 6 вересня 1947, Аллентаун, Пенсільванія) — американський політик-республіканець. З 2003 р. він представляє штат Міннесота у Палаті представників США, голова Комітету з питань освіти Палати з 2011 р.

## Біографія
Він навчався в Університеті Райса у Х'юстоні (Техас), де у 1969 р. здобув ступінь бакалавра мистецтв (BA).
З 1969 по 1994 рр. проходив службу в Корпусі морської піхоти США (USMC), у 1988 р. здобув ступінь магістра державного управління (MPA) в пенсильванському Університеті Шіппенсбурга. Під час своєї військової служби він був не тільки пілотом вертольота під час війни у В'єтнамі, але згодом також командувачем усіх морських сил авіації під час операції Unified Task Force у Сомалі й керував Marine One, вертольотом президента США. Він був також директором з розвитку програм у Штаб-квартирі Морської піхоти США.
За військові досягнення має багато нагород, серед них Медаль за відмінну службу в Збройних силах, орден Легіон Заслуг (чотири рази) і Медаль за службу.
Після відходу з активної військової служби у званні полковника, він працював консультантом з питань управління.
У 1998 і 2000 рр. невдало балотувався до Палати представників.